# David Zollinger
Pour les articles homonymes, voir Zollinger.
 (avril 2010).
Si vous disposez d'ouvrages ou d'articles de référence ou si vous connaissez des sites web de qualité traitant du thème abordé ici, merci de compléter l'article en donnant les références utiles à sa vérifiabilité et en les liant à la section « Notes et références ».
David Zollinger, né le 23 octobre 1982 à Pontarlier (Doubs), est un pilote automobile et entraîneur français, spécialisé dans les courses d'endurance.

## Biographie
David Zollinger entre en contact avec le sport automobile via le karting à l'âge de 12 ans, soutenu et encouragé par son père. Ceci devient rapidement une passion et le conduit à l'Auto Sport Academy au Mans où il suivra des cours pendant un an.
Côté études, il décroche un BAC STI Génie Mécanique Systèmes Motorisés, suivi d'un BTS Maintenance et Après-Vente Automobile. Par la suite, il intègre l'Université de Technologie de Belfort Montbéliard pour passer un DU en Communication et Marketing Sportif.
Il est titulaire d'un BPJEPS « Sport Automobile » mention circuit, diplôme d'état de moniteur de pilotage, obtenu à l'Auto Sport Academy du Mans en 2007.
Professionnellement, il est moniteur de pilotage pour différentes écoles (Porsche Driving Expérience, Oréca, Palmyr, Exclusive Events…). Il pratique également le coaching personnalisé, sur des stages de perfectionnement à la compétition.
En 2010, il obtient le DEJEPS : le diplôme d'état de coach/entraîneur à l'Auto Sport Academy du Mans.
En 2011, il crée son entreprise de stages de pilotage : Driving Koncept.

## Carrière
Après quelques années en Karting, David Zollinger se lance dans les compétitions en monoplace, telles que la Formule Renault, World Series by Renault ou encore la Formule Ford.
Actuellement[Quand ?], il court principalement en Sport-prototypes, en Grand tourisme mais aussi en VHC.
Depuis ses débuts, il reste fidèle à son équipe Palmyr avec laquelle il a remporté de nombreux titres. Quelquefois, il vient prêter main-forte à d'autres pilotes et court dans des écuries telles qu'Appelwood Seven ou Ruffier Racing.
En 2010, il participe aux 24 Heures du Mans chez Pegasus Racing aux côtés de Julien Schell et Frédéric Da Rocha.
En 2011, David Zollinger se concentre sur le championnat d'endurance Prototypes by VdeV Sport et participe à quelques courses du Challenge Caterham.
En 2012, il cède sa place de Champion et devient Vice-champion d'Europe du challenge VdeV.
En 2013, il continue le Championnat VdeV Sport Endurance Michelin avec son équipier Philippe Mondolot. Ils reprennent leur titre de Champion d'Europe. Du côté coaching, un jeune élève de Driving Koncept, John Filippi, termine sa saison 2013 « Champion Monoplace VdeV Sport ».

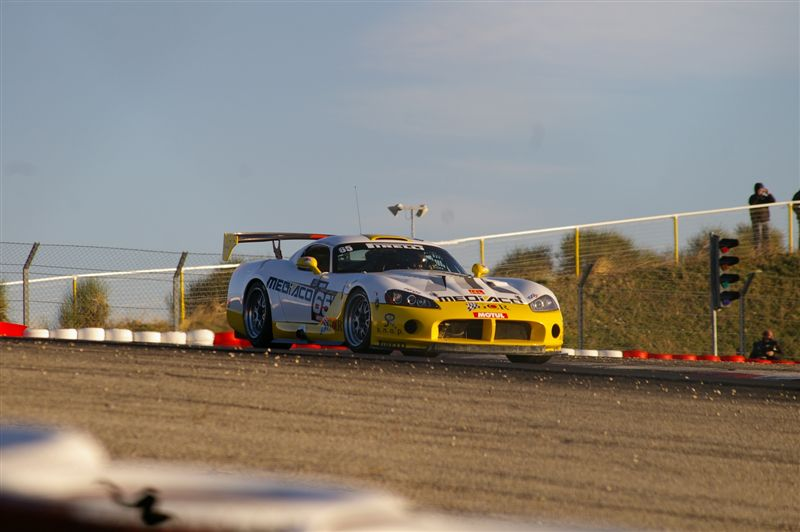
David Zollinger dans une Viper au Circuit de Lédenon.

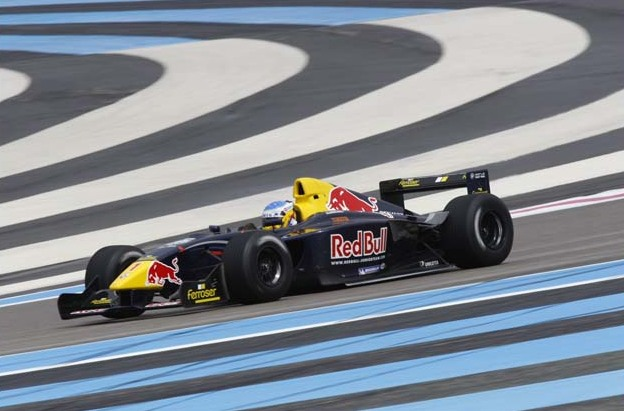
David Zollinger dans une Nissan au Circuit Paul-Ricard.

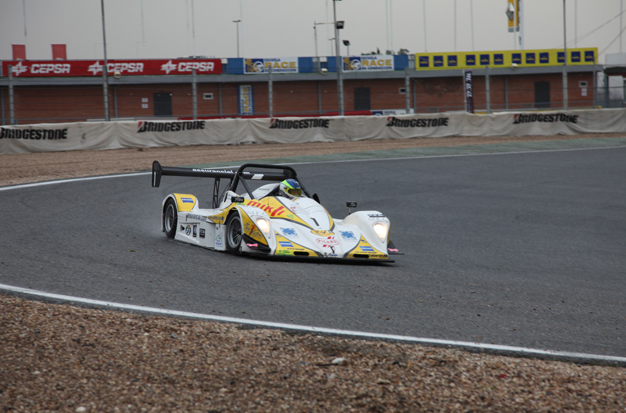
David Zollinger dans une Norma M20F au Circuit de Jarama.

## Palmarès et participations

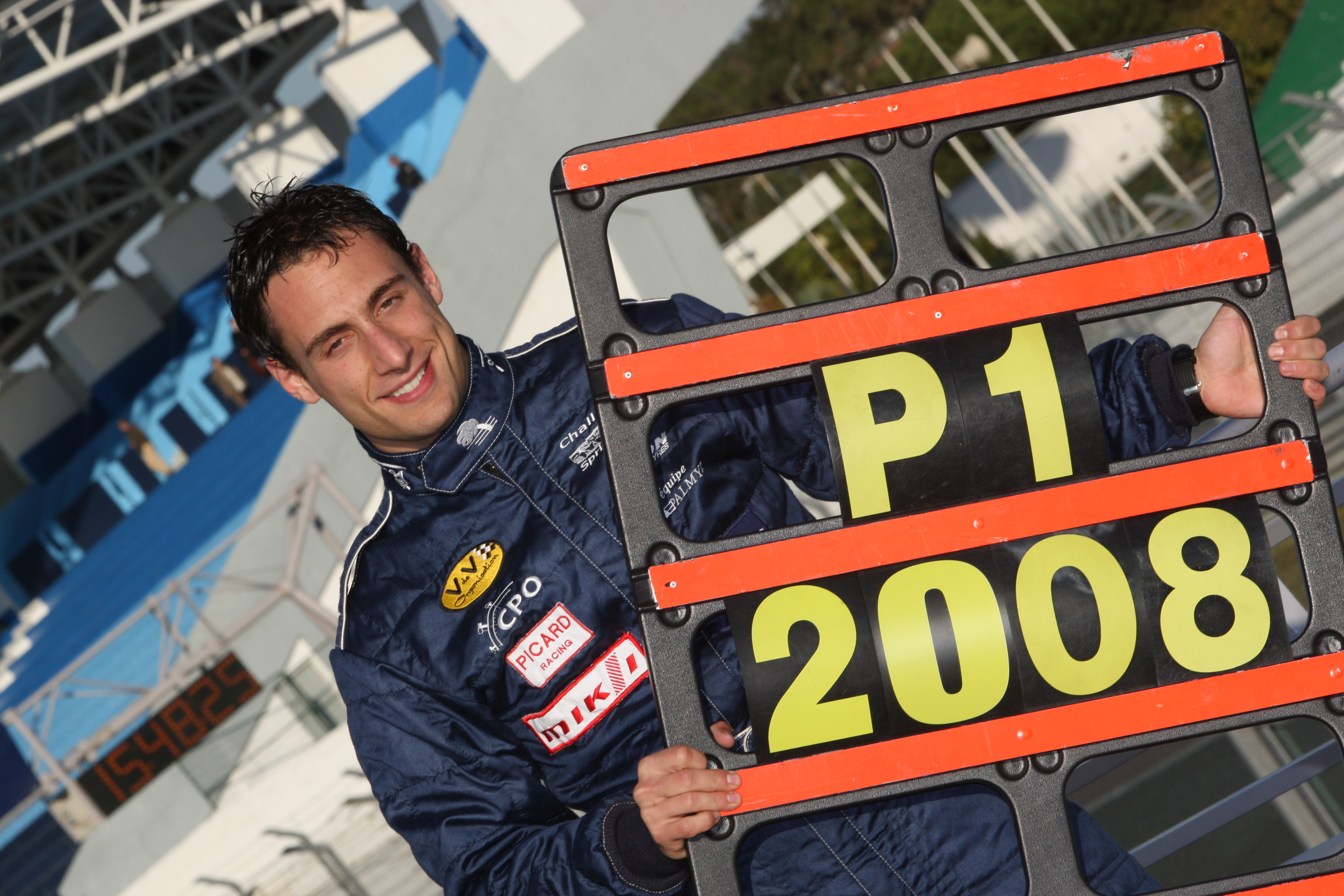
David Zollinger Champion de France Sprint Proto VdeV Sport en 2008.

| Année                                                          | Résultats                                                     |
| -------------------------------------------------------------- | ------------------------------------------------------------- |
| 2013                                                           |                                                               |
| CHAMPION D'EUROPE au Championnat VdeV Endurance proto 2L.      |                                                               |
| Participation au GT Tour                                       |                                                               |
| 2012                                                           |                                                               |
| VICE CHAMPION D'EUROPE au Championnat VdeV Endurance proto 2L. |                                                               |
| 2011                                                           |                                                               |
| CHAMPION D'EUROPE au Championnat VdeV Endurance proto 2L.      |                                                               |
| Vice-champion Coupe de France Catérham Sigma 1600              |                                                               |
| 2010                                                           | CHAMPION D'EUROPE au Championnat VdeV Endurance proto 2L.     |
| 2010                                                           | Participation au 24h Du Mans (LMP2)                           |
| 2010                                                           | Participation au championnat LMS en Formula Le Mans           |
| 2010                                                           | Participation à la Coupe de France Catérham Sigma 1600        |
| 2010                                                           | Participation au championnat Racecar                          |
| 2009                                                           | CHAMPION D'EUROPE au Championnat VdeV Endurance proto 2L.     |
| 2009                                                           | 3° en Formula Le Mans                                         |
| 2009                                                           | Participation au Championnat de France GT                     |
| 2009                                                           | Participation à la Coupe de France Catérham Sigma 1600        |
| 2008                                                           | CHAMPION DE FRANCE Sprint Proto 2 L.                          |
| 2008                                                           | Participation au West European Cup FR 2.0                     |
| 2008                                                           | Participation au Championnat de France FR2.0                  |
| 2008                                                           | Participation au Championnat d'Europe Endurance Proto 2 L.    |
| 2007                                                           | CHAMPION DE FRANCE Sprint Proto 2 L.                          |
| 2007                                                           | Participation au Championnat d'Allemagne de GT                |
| 2007                                                           | Participation au Challenge Moderne Endurance GT               |
| 2007                                                           | Participation au Championnat de France de Formule Renault 2.0 |
| 2007                                                           | Participation au Championnat de France Formule Ford Kent      |
| 2007                                                           | Participation au Championnat de France Endurance VHC          |
| 2006                                                           | Vice-Champion de France Sprint Proto 2L.                      |
| 2006                                                           | 4e Championnat d'Europe Endurance Proto 2L.                   |
| 2006                                                           | Participation aux 24 Heures de Barcelone                      |
| 2005                                                           | Champion de France de Formule Ford                            |
| 2005                                                           | Participation au Championnat de France de Supertourisme       |
| 2005                                                           | Participation à la Coupe de France de Supertourisme           |
| 2004                                                           | Vice-Champion de France de Formule Ford                       |
| 2003                                                           | Champion de France de Formule Ford                            |
| 2002                                                           | 3e du Championnat de France Formule Ford                      |
| 2001                                                           | 4e du Championnat de France Promotion de Formule Ford         |
| 2001                                                           | Meilleur Rookie                                               |
| 2000                                                           | 14e du Championnat de France de Formule Campus                |
| 1999                                                           | Filière ELF                                                   |